# James Dunlop

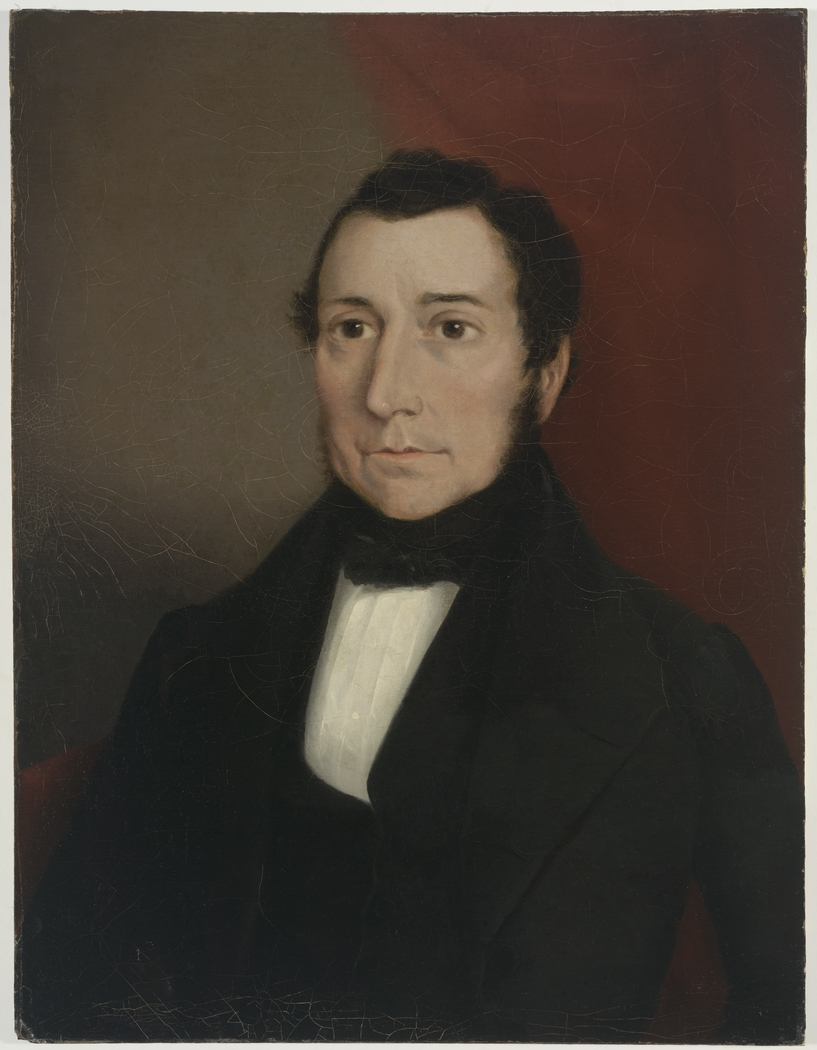
James Dunlop

James Dunlop (Dalry, 31 ottobre 1793 – Boora Boora, 22 settembre 1848) è stato un astronomo britannico, sovrintendente dell'osservatorio del Nuovo Galles del Sud in Australia.

## L'esordio
Dunlop era figlio di un tessitore, John Dunlop; nacque a Dalry, Ayrshire, in Scozia. Fu educato nella scuola di Dalry e cominciò a lavorare in una filanda a Beith all'età di 14 anni, mentre frequentava anche una scuola serale. Si interessò presto all'astronomia e nel 1810 costruì il suo primo telescopio. Nel 1820 conobbe Sir Thomas Brisbane, che lo nominò suo secondo assistente scientifico quando si recò a Sydney come governatore.

## La carriera in Australia
Appena dopo il suo arrivo, Brisbane costruì un osservatorio a Parramatta, dove Dunlop trovò un impiego. 

Nel 1823 Karl Rümker, che era il primo assistente, lasciò l'osservatorio e Dunlop lo sostituì. Non era un astronomo professionista, ma aveva imparato il mestiere da Rümker e dai suoi assistenti. Tra il giugno del 1823 e il febbraio del 1826 fece 40.000 osservazioni e catalogò 7385 stelle. 

All'inizio di marzo, lasciò l'osservatorio e continuò a lavorare per conto proprio, poiché Thomas Brisbane aveva venduto le strumentazioni dell'osservatorio al governo australiano quando lasciò il continente nel dicembre del 1825. Nel maggio del 1826 Rümker ritornò all'osservatorio e sette mesi dopo fu nominato astronomo dal governo.

## Ritorno in Scozia
Dunlop lasciò Sydney per la Scozia nel Febbraio del 1827 e lavorò per quattro anni all'osservatorio di Sir Thomas Brisbane. Aveva fatto un ottimo lavoro in Australia e il suo nome fu associato a quello di Rümker nella scoperta della cometa Encke a Parramatta nel giugno del 1822. Più tardi fu tra i primi in Inghilterra a riscoprire la cometa nel 1829.

## Il ritorno in Australia
Nell'aprile del 1831 Dunlop fu nominato sovrintendente dal governo presso l'osservatorio di Parramatta come successore di Rümker con un salario di 300 sterline annuali. Arrivò Sydney nel novembre del 1831 e trovò l'osservatorio in pessime condizioni. Nell'agosto del 1847 diede le dimissioni e andò a vivere nella sua fattoria presso Brisbane Water.
Morì il 22 settembre del 1848.
I lavori di Dunlop furono pubblicati sul Monthly Notices della Royal Astronomical Society, nell'Edinburgh Journal of Science e nelle Transactions della Royal Society tra il 1823 e il 1839.

## Scoperte
Fece numerose scoperte nell'emisfero sud e compilò il Catalogue of Nebulae and Clusters of Stars in the Southern Hemisphere observed in New South Wales che conteneva 629 oggetti. Tuttavia solo metà degli oggetti scoperti furono poi confermati. Il più famoso è la radiogalassia NGC 5128.
Ha scoperto la cometa non periodica C/1833 S1 Dunlop.

## Riconoscimenti
Fu premiato con la medaglia d'Oro della Royal Astronomical Society nel 1828. Sir John Herschel, quando fece il discorso di presentazione, lodò il lavoro di Dunlop in Australia.
Gli è stato dedicato un asteroide, 58424 Jamesdunlop.